# Puerto de Malagosto
El puerto de Malagosto o Malangosto es un puerto de montaña ubicado en la sierra de Guadarrama, en el interior de la península ibérica.  La ruta que lo atraviesa conecta las provincias españolas de Segovia y Madrid.

## Descripción
Se encuentra en la sierra de Guadarrama, perteneciente al Sistema Central de la península ibérica. Está ubicado entre los pasos de montaña del Reventón y Navafría. El puerto de Malagosto, que se encuentra a una altitud de 1928 m sobre el nivel del mar, separa las provincias de Segovia y Madrid. Aparece descrito en el undécimo volumen del Diccionario geográfico-estadístico-histórico de España y sus posesiones de Ultramar de Pascual Madoz de la siguiente manera:

MALAGOSTO: puerto en la prov. y part. jud. de Segovia; es uno de los muchos que hay en las sierras de Guadarrama, y existe entre los conocidos con los nombres del Rebenton y Navafria. Tiene su origen por la parle O. de dicha sierra á la salida del pueblo de Trescasas, y camino que desde el sitio de la Granja conduce á Boceguillas y camino de Francia: es de herradura y de muy estrecho camino, que sube en ladera v dirección oriental, 5/4 de leg. ; en la cumbre se dividen 7 caminos también de senda, que guian el uno, al ex convento del Paular, el otro á la Alameda del Valle, y otro á Lozoya distando el primero 1/4 leg., é igual dist. el segundo y 1 y 1/4 el sétimo; es puerto desnudo completamente de árboles por ambos lados, de muy mal camino y peligroso en tiempo de nieves y vientos, sin que en todo él exista casa ni edificio alguno que pueda proporcionar abrigo ó resguardo á los viajeros; por lo general este puerto es poco transitable en todo tiempo, frecuentándolo tan solo los que de Segovia y pueblos inmediatos se dirigen en verano á Buitrago, y los vec. del valle de Lozoya que tienen que que pasar á la ciudad.
(Madoz, 1848, p. 109)

## “La Chata” de Malangosto en el Libro de Buen Amor
Juan Ruiz, arcipreste de Hita, en el Libro de Buen Amor relata con tono sarcástico sus encuentros con serranas, entre los que figura el que tuvo en el puerto de Malagosto con la vaquera “La Chata recia, la que a los hombres ata”. La describe como “sarnosa, ruin y fea” y confiesa que con ella “tuve que hacer cuanto quiso” en pago del refugio, comida y bebida que le había ofrecido.
En 1969 se inició una romería al lugar, conmemorativa del pasaje del Libro de Buen Amor, por una asociación que llevaba el nombre de éste. Se celebra el primer domingo de agosto y en ella se reconoce, de forma honorífica, como arcipreste y Chata a dos personajes de la zona que hayan tenido especial relieve.